# Мілов (Німеччина)
Мі́лов (нім. Milow) — громада в Німеччині, розташована в землі Мекленбург-Передня Померанія. Входить до складу району Людвігслуст-Пархім. Складова частина об'єднання громад Грабов.
Площа — 33,43 км2. Населення становить 359 ос. (станом на 31 грудня 2020).